# Dinickelborid
Dinickelborid ist eine anorganische chemische Verbindung des Nickels aus der Gruppe der Boride. Andere, weniger häufige Nickelboride sind NiB, Ni3B, o-Ni4B3, m-Ni4B3 und Ni7B3.

## Gewinnung und Darstellung
Dinickelborid kann durch Reaktion von Nickel(II)-acetat mit Natriumborhydrid in Ethanol gewonnen werden. Allgemein sind Nickelboride schon seit dem ersten Drittel des 20. Jahrhunderts bekannt. Die Darstellung erfolgte mittels klassischer, festkörperchemischer Synthesewege bei hohen Temperaturen (von 700 bis ca. 2500 °C) aus den Elementen. Bei diesen Temperaturen werden kristalline Pulver oder Einkristalle erhalten.

## Eigenschaften
Dinickelborid ist ein grauer Feststoff. Er besitzt eine tetragonale Kristallstruktur mit der Raumgruppe I4/mcm (Raumgruppen-Nr. 140) und den Gitterparametern a = 4,99 Å und c = 4,24 Å. In der Kristallstruktur, die dem Cu2Al-Typ entspricht, ist jedes Boratom quadratisch-antiprismatisch von acht Nickelatomen umgeben, jedes Nickelatom tetragonal-pyramidal von vier Boratomen.

## Verwendung
Dinickelborid wird als selektiver Hydrierkatalysator (z. B. zur Entschwefelung), zur Reduzierung von Nitro- und anderen funktionellen Gruppen, als Dehalogenierungskatalysator und als Hydrogenolysekatalysator verwendet. Es ist auch ein Bestandteil von Legierungen und wird zur Beschichtung von Metallen und Keramik eingesetzt.